# Mariánský vrch (Polomené hory)
Mariánský vrch (372 m n. m.) je vrch v okrese Česká Lípa Libereckého kraje, ležící asi 1 km jjv. od vsi Drchlava, na stejnojmenném katastrálním území.
660 metrů jihozápadně leží blízký Drchlavský vrch.

## Geomorfologické zařazení
Vrch náleží do celku Ralská pahorkatina, podcelku Dokeská pahorkatina, okrsku Polomené hory, podokrsku Dubská pahorkatina a Drchlavské části.

## Přístup
Nejbližší dojezd automobilem je do Drchlavy severně od vrchu. Odtud vede pěší cesta po východním svahu blízko obou vrcholů Mariánského vrchu.